# Branka

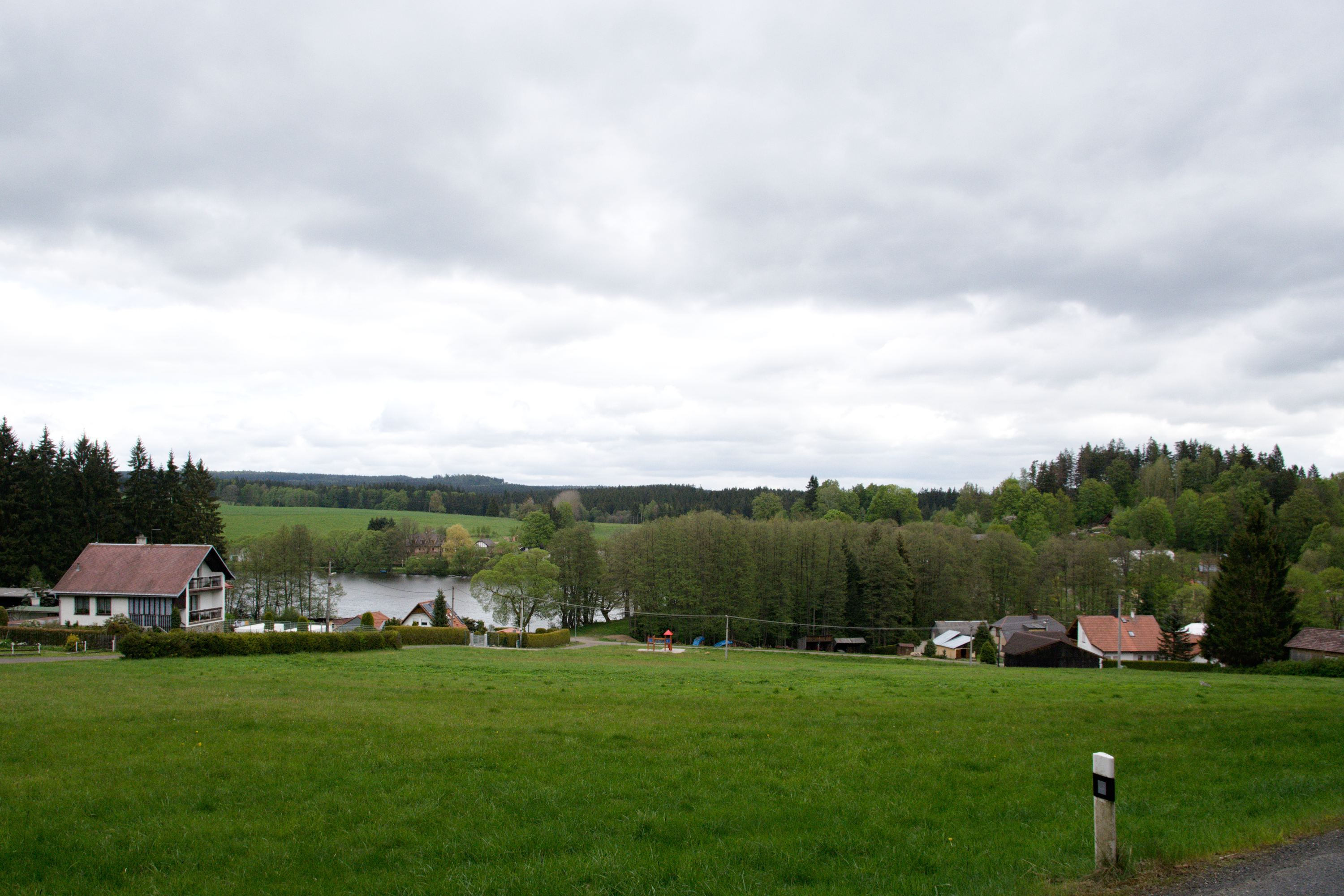
Ortsansicht

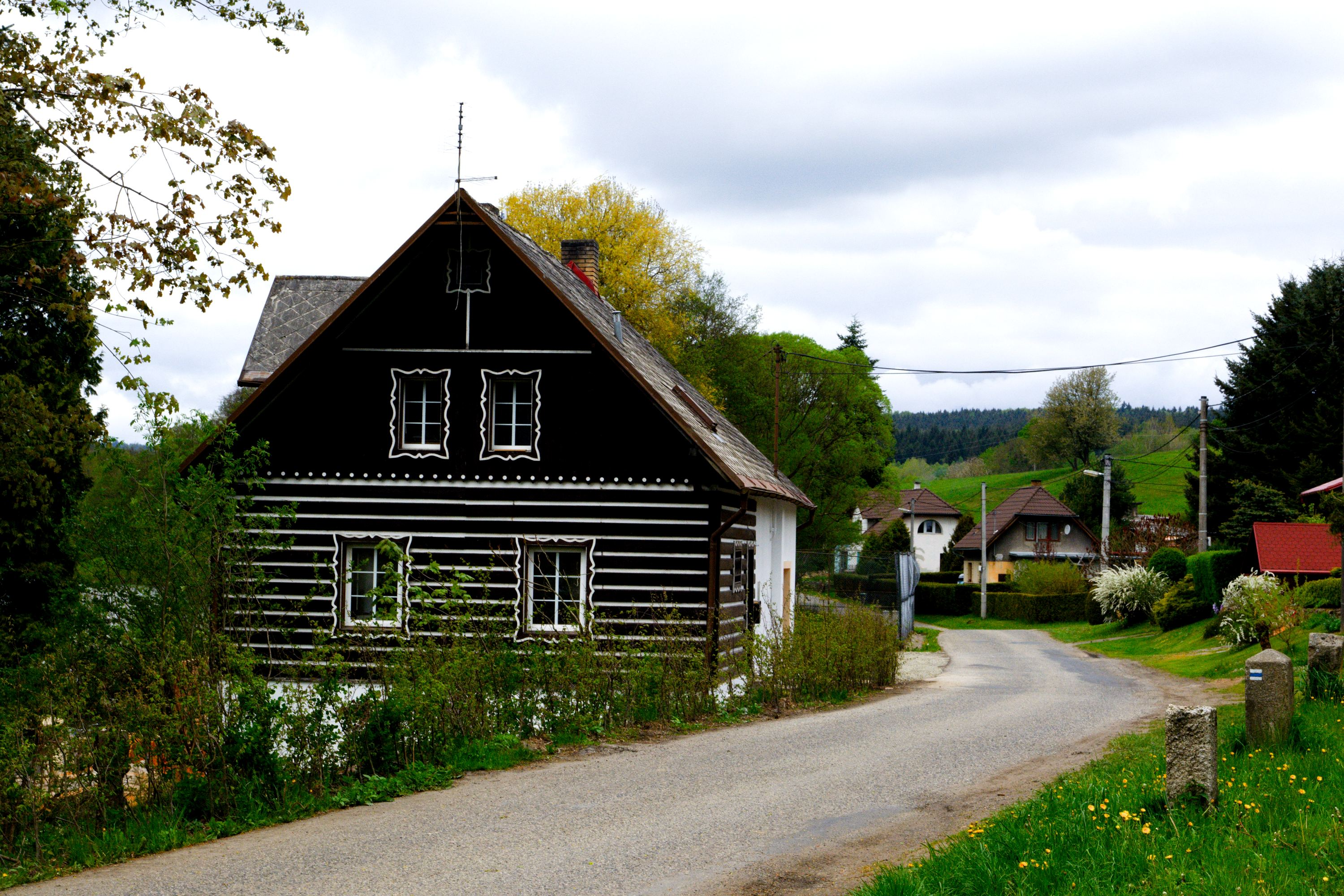
Dorfstraße

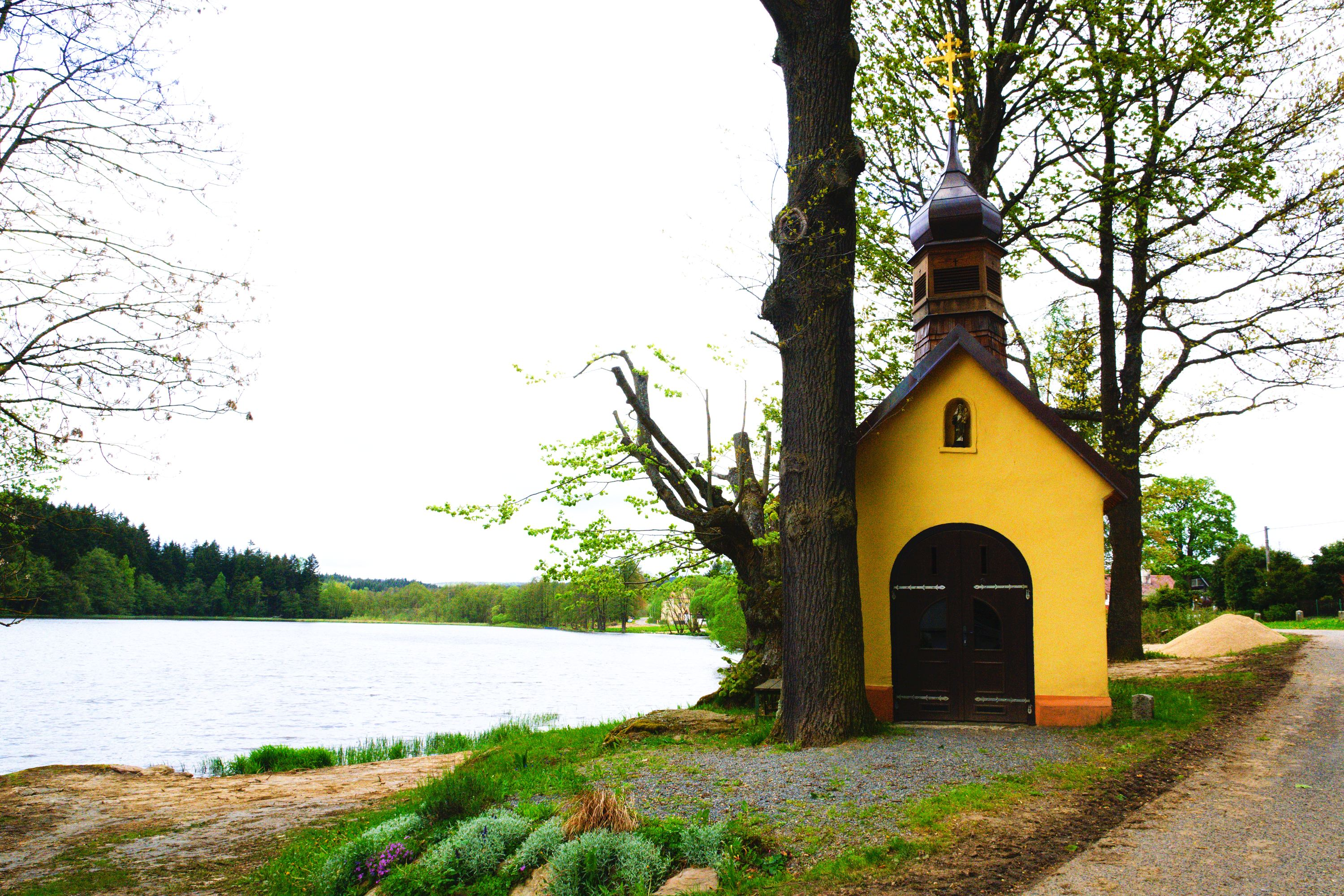
Kapelle am Olšový rybník

Branka, 1924–1950 Jalový Dvůr (deutsch: Galtenhof) ist ein Ortsteil der Gemeinde Halže im Okres Tachov, Tschechien. Er liegt neun Kilometer nordwestlich der Stadt Tachov (Tachau) nahe der Grenze zur Bundesrepublik Deutschland bei der Stadt Bärnau.

## Geographie
Branka befindet sich im böhmischen Teil des Oberpfälzer Waldes (Český les) am Olšový rybník (Erlweiher) im Tal der Mže (Reichenbach), der auf der Gemarkung die Bäche Prudký potok (Katzenbach) und Lískový potok (Haselbach) zufließen. Nördlich erheben sich die Branka (Thörl, 675 m n.m.) und der Kamenný vrch (Steinberg, 750 m n.m.), im Nordosten der Nad Rybníkem (Ruhberg, 638 m n.m.), südöstlich der Oborský vrch (Blatterberg, 656 m n.m.), im Süden der Jezvinec (Dachsberg, 698 m n.m.) und der Valy (Schanzberg, 702 m n.m.), südwestlich die Javořina (Ahornberg, 730 m n.m.), im Westen der Kočičí vrch (Katzenberg, 715 m n.m.) sowie nordwestlich der Oltář (Altarstein, 710 m n.m.). Gegen Norden – bereits auf der Gemarkung von Horní Výšina – liegt der Teich Hvozdní rybník (Haselteich). Branka ist Teil des Landschaftsschutzgebietes Český les.
Nachbarorte sind Doly (Thörl) und Tišina (Viehruh) im Norden, Zadní Žďár (Hinterbrand) und Prostřední Žďár (Mittelbrand) im Nordosten, Horní Výšina (Ringelberg) und Dolní Výšina (Wallerhof) im Osten, Obora (Thiergarten) im Südosten, die Wüstungen Pavlův Studenec (Paulusbrunn), Pomezná (Wittichsthal) und Větrov (Baderwinkel) im Südwesten, die Wüstung Hraničná (Hermannsreith) im Westen sowie Mühllohe und Untere Kellermühle im Nordwesten.

## Geschichte
Das Dorf entstand nach dem Dreißigjährigen Krieg im Grenzwald westlich der Stadt Tachau, zusammen mit anderen Streusiedlungen, wie Ringelberg. Die ersten „Waldhäusl“-Ansiedlungen auf dem Gebiet der Herrschaft Tachau wurden bereits unter Johann Philipp Husmann gegründet, die Besiedelung des Ortes Galtenhof begann aber erst nach dessen Tod; erstmals erwähnt wurde er 1663  als Irlweiher. Am Übergang vom 17. zum 18. Jahrhundert ließ die Herrschaft Tachau auf der Lichtung zudem einen Hof für Galtvieh anlegen. Der Ort gruppierte sich um den 8 ha großen Erlweiher (Olšový rybník) und wurde im Theresianischen Kataster von 1713 als „Waldhäusler Galtenhoff Ihrl Weyher“ vermerkt. Zu dieser Zeit bestand der Ort aus 9 Häusern. 1785 standen in Galtenhof 51 Häuser, von denen drei zur Herrschaft Plan gehörten. Die Seelsorge für die Bewohner wurde zunächst von Tachau her wahrgenommen. Nach der Auflösung des Paulaner-Klosters in Heiligen bei Tachau durch Kaiser Josef II. entstand dann in Hals aufgrund kaiserlicher Verfügung vom 15. Februar 1787 für den ehemaligen westlichen Teil des Tachauer Kirchspiels eine eigene Pfarrei, zu der außer Hals letztlich die Orte Galtenhof, Ringelberg und Planer Brand gehörten.
Im Jahre 1835 bestand das im Pilsner Kreis gelegene und aus zerstreuten Waldhäusern bestehende Dorf Galtenhof, auch Erl bzw. Edelweiher genannt, aus 63 Häusern mit 534 deutschsprachigen Bewohnern. In Galtenhof betrieb die Herrschaft Tachau einen großen Hochofen und zwei Stabhämmer, die zu den Sorghofer Werken gehörten; im Ort befand sich das zugehörige Schichtamtskontrolleurshaus. Außerdem gab es zwei Forsthäuser, zwei Mühlen – die Galtenhöfer Mühle und die Haselmühle – sowie zwei herrschaftliche Teiche. Der Galtenhöfer Teich, zumeist Erlweiher genannt, und der Haselteich dienten nicht nur als Wasserreservoire für die vorgenannten beiden Mühlen, sondern auch zum Betrieb der Hammerwerke. Pfarrort war Hals. Bis zur Mitte des 19. Jahrhunderts blieb das Dorf der Familienfideikommissherrschaft Tachau untertänig, Besitzer waren die Grafen Windisch-Graetz.
Nach der Aufhebung der Patrimonialherrschaften bildete Galtenhof ab 1850 eine Gemeinde im Bezirk und Gerichtsbezirk Tachau. Im Jahre 1869 hatte das Dorf 813 Einwohner und bestand aus 70 Häusern. Ein neues Schulhaus (Nr. 90) wurde 1890 errichtet. Außer der Schule und dem Haus Nr. 9 hatte die Gemeinde Galtenhof keinen nennenswerten Grundbesitz. Im Jahre 1900 lebten in Galtenhof 549 Personen, 1910 waren es 537. Galtenhof gehörte unter der Herrschaft der Habsburger zur  Österreichischen Monarchie, die Grenze zu Bayern verlief im Westen wenige Kilometer von der Ortschaft entfernt.
Nach dem Zusammenbruch der k.k. Monarchie wurde die Gemeinde 1918 Teil der neu gebildeten Tschechoslowakei. Beim Zensus von 1921 lebten in den 96 Häusern von Galtenhof – einschließlich der Streusiedlung Thörl sowie der Einschichten Haselmühle und Mathildensäge – 539 Personen, darunter 525 Deutsche und zwei Tschechen. 1924 erhielt Galtenhof den tschechischen Ortsnamen Jalový Dvůr, für Thörl wurde der Name Branka eingeführt. Die Zahl der Einwohner belief sich im Jahre 1930 auf 513 Personen (in 101 Häusern) und stieg bis zum Jahre 1939 auf 549 Personen an. Die höchste Hausnummer wurde mit Nr. 118 vermerkt. Am Irlweiher stand die Mühle (Nr. 1), die den Ort mit elektrischem Strom versorgte. Auch eine kleine Kapelle wurde am Ufer des Weihers errichtet. In der Landwirtschaft waren nur zwei Bauern mit mehr als 5 ha tätig sowie 43 Häusler, die zwischen 2 und 5 ha ihr Eigen nannten. Oft waren die Kleinlandwirte auf einen zweiten Verdienst angewiesen. etwa als Waldarbeiter, im Fuhrwesen oder als Fabrikarbeiter in den verschiedenen Betrieben von Galtenhof, zum Beispiel in den Perlmutter- oder Holzformenfabriken. Bis zu 150 Arbeiter und Heimarbeiter, die für den Perlmutterknopfbetrieb Adler in Galtenhof tätig waren, verarbeiteten monatlich drei Waggons Perlmutt. Anfang der 1930er Jahre wurden Kunstharz und Galalith als Werkstoffe verwendet, später der Betrieb auf Holzbearbeitung umgestellt. Im Gründungsjahr 1898 beschäftigte der Betrieb sechs Arbeiter, 1905 bereits 150 und in den 1930er Jahren bis zu 220 Mitarbeiter.
Nach dem Münchner Abkommen wurde der Ort dem Deutschen Reich zugeschlagen und gehörte bis 1945 zum Landkreis Tachau. Der Zweite Weltkrieg endete für die Bevölkerung mit dem Einmarsch amerikanischer Truppen, die nach Ringelberg und Hals weiterzogen. Jalový Dvůr wurde nach Kriegsende wieder Teil der wiedererrichteten Tschechoslowakei. Im Herbst 1946 hatten alle zwangsweise ausgesiedelten Deutschen das Dorf verlassen. Wegen Verwechslungen mit dem gleichnamigen Dorf (Galtenstallung) im Okres Plána, und insbesondere dem Umstand, dass beide Dörfer namens Jalový Dvůr zum Postbezirk Plána gehörten, beantragte der Bezirksnationalausschuss Tachov eine Namensänderung. Der neue Name – Branka – wurde von der auf dem Gemeindegebiet gelegenen Häusergruppe (Thörl) auf die Gemeinde übertragen. Wirksam wurde die Umbenennung im Herbst 1950, die Siedlung Branka erhielt stattdessen den neuen Namen Doly. Im Jahre 1950 lebten in den 96 Häusern von Branka nur noch 215 Personen. Zum Ende desselben Jahres wurde der Örtliche Nationalausschuss Branka (MNV) handlungsunfähig, weil sich kein Nachfolger für den Vorsitz fand, so dass der MNV Halže die Gemeinde verwaltete. Zwischen Halže und Branka lag die mit demselben Problem behaftete und vom MNV Obora verwaltete Gemeinde Výšina. Zum 1. Juli 1953 wurden Branka und Výšina nach Obora eingemeindet. Im Zuge der Gemeindegebietsreform wurde Branka mit Wirkung vom 1. Juli 1960 zusammen mit Horní Výšina und dem nördlichen Teil der Gemarkung Pavlův Studenec (ehemalige Dörfer Hraničná und Větrov) von Obora abgetrennt und der Gemeinde Halže zugeschlagen. 1961 war die Einwohnerzahl von Branka auf 71 geschrumpft. Im Jahre 1970 hatte Branka 99 Einwohner. 1991 lebten in den 18 Wohnhäusern von Branka 42 Personen. Beim Zensus von 2011 bestand das Dorf aus 29 Häusern und hatte 58 Einwohner.

## Ortsgliederung
Der Ortsteil Branka umfasst die Katastralbezirke Branka u Tachova (1063 ha) und Pavlův Studenec 3 (116 ha). Zu Branka gehören die Einschicht Doly (Thörl) sowie die Wüstungen Hraničná (Hermannsreith) und Větrov (Baderwinkel).

## Sehenswürdigkeiten
- Kapelle der Jungfrau Maria, am Damm des Olšový rybník
- Vodopád Branka (Rumpel), südöstlich von Branka an der Mže. Der Wasserfall hat eine Höhe von anderthalb Metern.